# Guillaume d'Auxonne
 (mai 2023).
Guillaume d'Auxonne, né à Avesnes et mort à Autun le 30 mars 1344 ou 1345, est un prélat français du XIVe siècle.

## Biographie
Il n'est point fils de Jean, comte d'Avesnes, comme le prétendent quelques historiens.[réf. nécessaire]
Guillaume d'Auxonne est pourvu d'un canonicat dans l'église de Paris, quand il est appelé à l'évêché de Cambrai en 1336. Guillaume préside en juin 1337, aux obsèques de Guillaume, comte de Hainaut à Valenciennes.
L'épiscopat de Guillaume est mémorable, par la guerre qui s'élève entre Édouard III, roi d'Angleterre, et le roi de France, Philippe de Valois. Les troupes d'Édouard tiennent le pays, et le prince anglais sentant tout l'avantage qu'il retire de la possession de Cambrai, fait des démarches auprès de l'évêque, pour obtenir l'occupation de la ville ; le roi de France, de son côté, fait la même demande. L'évêque comprend qu'il ne peut rester neutre entre ces deux puissances ennemies et il s'attache au roi de France. Édouard, irrité de la conduite de la ville, en fait le siège. Le monarque anglais perd beaucoup de monde, et se retire. Découragé, l'ennemi passe en Picardie, non sans désoler les plaines du Cambrésis; et laissant une forte garnison dans le château de Thun-l'Évêque. De là, les hommes d'armes de Hainaut font de fréquentes courses dans les environs. L'année suivante, les Cambrésiens supplient Jean, duc de Normandie, que son père, le roi de France, a envoyé dans le pays, de les délivrer de cette bande de pillards. Le duc se rend à leur prière, et vient mettre le siège devant Thun-l'Évêque.
Le comte de Hainaut garde rancune aux Cambrésiens, et ne néglige aucune occasion de nuire à leurs campagnes. L'évêque Guillaume obtient, à cette occasion, l'intervention du pape qui, usant des censures, met l'ennemi à la raison. Benoît XII, par une bulle du 12 janvier 1339 casse et annule la citation donnée par Édouard à l'évêque Guillaume, et déclare sans nul effet la procédure faite contre lui. Les bourgeois obtiennent le droit de tirer du royaume de France toutes les denrées dont ils ont besoin, sans payer aucun droit de sortie. Ce droit existe jusqu'au règne de Louis XI. Le Cambrésis récemment dévasté, la haine que lui porte le comte de Hainaut lui font préférer l'évêché d'Autun, auquel il est nommé en août 1342.
Guillaume d'Auxonne avec Hugues de Pomard, né au village de ce nom, près de Beaune, et évêque de Langres, et Hugues d'Arcy, archevêque de Reims, fond à Paris le collège de Cambrai ou des Trois-Évêques.

## Source
- La France pontificale, Cambrai, pp. 189 ff.
- Anatole de Charmasse, « Note sur Guillaume d'Auxonne », Mémoires de la Société Éduenne, Autun, Dejussieu père et fils, t. XXXVIII,‎ 1910, p. 297-301 (lire en ligne).